# 신산항
신산항은 제주특별자치도 서귀포시 성산읍 신산리에 있는 어항이다. 2005년 3월 21일 어촌정주어항으로 지정되었다. 관리청은 서귀포시, 시설관리자는 서귀포시장이다.

## 어항 연혁
- 신산항의 옛이름은 '앞개'라고 불리었는데 이는 신산리 마을 중심앞에 있는 개(포구)라 해서 붙여진 이름이다.
- 2005년 3월 21일 기본계획이 수립되고, 2009년 6월 10일 정비계획이 수립, 고시되었다.

## 어항 구역
- 수역: 항 북측 육지에서 S방향으로 355m(180°00')지점과 이 점에서 W방향으로 240m(270°00')지점의 육지를 연결한 선을 따라 형성된 국·공유지
- 어항구역면적 : 75,702m2, 항내수면적 : 17,500m2